# Джани, Андреа
Андреа Джани (итал. Andrea Giani; род. 22 апреля 1970, Неаполь) — итальянский волейболист и тренер. Универсальный игрок, выступал на позиции центрального блокирующего и доигровщика. Трёхкратный чемпион мира и призёр Олимпийских игр. MVP чемпионата Европы 1999 года. Многократный чемпион Европы и победитель Мировой лиги в составе сборной Италии. Считается одним из лучших волейболистов Италии своего времени. Один из самых ярких представителей игроков, которых в Италии называют Generazione di fenomeni (феноменальное поколение).

## Биография
Отец Андреа — Дарио Джани (род. 1938), известный гребец, участник Олимпиады 1964 года. Он же был первым тренером сына. Позднее Андреа играл в футбол и был настроен стать профессионалом, пока в 1985 году не связал свою жизнь с волейболом. Заниматься волейболом начал в одном из клубов Сабаудии, выступавшем в серии А2. Ведущие клубы страны «Модена» и «Парма» проявили интерес к перспективному юноше и в 1985 году он попал в молодёжный состав «Пармы».
В 1987 году он переехал в Парму и начал выступления за основной состав местного клуба вместе со своими тёзками Зорзи и Лючетта, составившими костяк нового состава. Начинал Андреа играть на позиции центрального блокирующего и продолжил как доигровщик. В 1988 году впервые выиграл Кубок Италии и Кубок обладателей Кубков, в 1989 Европейский кубок и Кубок чемпионов. В сезоне 1989—1990 годов он впервые выигрывает титул национального чемпиона. В 1996 году перешёл в Модену и в этот сезон завоевал звание чемпиона, кубок страны и Лигу чемпионов. В этой команде он остался до конца своей карьеры в качестве игрока, выиграв два чемпионата, две Кубка Италии и две Лиги чемпионов..

## В сборной
В национальную команду Андреа был впервые призван в 1988 году перед играми в Сеуле, но отбор в сборную не прошёл. На чемпионате мира 1990 года 20-летний игрок выходил на замену и только после него попал в основной состав «Скуадры Адзурры». В 1990—2003 вместе с товарищами трижды становился чемпионом мира и четырежды чемпионом Европы, определив доминирование сборной Италии в мировом волейболе в это время. Тем не менее олимпийское золото осталось мечтой. Наиболее близка к первому месту сборная Италии была в 1996 году, но проиграла тогда драматический финал сборной Нидерландов в пятой партии 15:17. На предварительном этапе сборная Италии легко победила голландцев со счетом 3:0. Джани тогда провел 30 успешных атак и подал 5 эйсов. В финальном матче Джани принес своей команде матчбол, выиграв очко при счете 14:14. Он нанес и последний удар в матче. Партнеры по сборной спасали сложный мяч в защите и загнали Андреа за антенну, после чего он не смог атаковать по правилам. Последнее очко было засчитано сборной Нидерландов.

## Завершение карьеры
В начале 2000-х большинство игроков «золотого состава» 1990-х, покинуло сборную и произошла смена поколений. Тем не менее Андреа выступил и на своих пятых Играх в 2004 году, где сборная Италии тоже завоевала серебро, уступив в финале сборной Бразилии. В стране была открыта акция по сбору подписей[зачем?]. Джани была доверена роль знаменосца сборной на церемонии открытия Игр. Закончить карьеру пришлось в том числе из-за травмы колена, которая мучила игрока на протяжении многих лет. Андреа Джани рекордсмен сборной по количеству выступлений в её составе — 474 игры. Больше него сыграла за сборную только Элеонора Ло Бьянко. В 2007 году завершил карьеру игрока. В 2008 году был избран в Волейбольный Зал славы.
Тренерскую карьеру Андреа начал в 2007 году. Сначала на клубном уровне в клубе «Модена», с которой победил в Кубке вызова в 2008 году. Затем его пригласили тренировать сборную Словении. В 2015—2016 — наставник сборной Словении (второе место на Евро 2015, первая медаль в истории словенской команды). Триеруя клуб «Верона» победил в Кубке вызова в 2016 году.
В 2017 году возглавил сборную Германии, сменив на данному посту бельгийского специалиста Витала Хейнена. С первой же попытки немецкая команда под руководством Джани выиграла серебряные награды европейского первенства, уступив в финале команде России (2:3). В 2021 году на Евро-2021 повторил это достижение. В конце марта 2022 года покинул сборную Германии и стал главным тренером сборной Франции — он будет готовить действующих олимпийских чемпионов к домашним Играм-2024 в Париже.

## Игровые качества
Джани был весьма разносторонним игроком в новом волейболе 1990-х, «старой школы», когда специализация в волейболе ещё не была столь узкой. Он играл в качестве диагонального и, в отдельных случаях, как связующий. Весьма эффективно он выступал как блокирующий, обладая необходимым чутьем и способностью выпрыгнуть и зависнуть дольше чем противник. Несмотря на высокий атлетизм и значительный по меркам спорта вес, был весьма подвижен и успевал страховать партнеров в обороне. Владел неожиданным и непредсказуемым для противника переводом мяча кистью.
Андреа вспоминал, что чемпионат мира 1994 года он начинал как центральный блокирующий, а его партнер Дзордзи как диагональный. В финале они, по замыслу тренера Хулио Веласко, поменялись ролями, чем поставили противника в тупик. В современном волейболе, по его мнению, только один игрок смог проделать подобный трюк, это Дмитрий Мусэрский в финале Игр в Лондоне 2012 года.

## Достижения

### Клубные
- Чемпион Италии — 1990, 1992, 1993, 1997, 2001
- Обладатель кубка Италии — 1987, 1990, 1992, 1997, 1998
- Обладатель Суперкубка Италии — 1997
- Лига чемпионов — 1997, 1998
- Кубок европейских чемпионов — 1988, 1989, 1990
- Кубок обладателей Кубков — 1992, 1995, 2002
- Суперкубок Европы по волейболу — 1989, 1990
- Чемпионат мира среди клубов — 1989

### В сборной
- Чемпионат Европы — 1993, 1995, 1999, 2003
- Кубок мира — 1995
- Мировая лига — 1991, 1992, 1994, 1995, 1997, 1999, 2000
- Чемпионат мира — 1990, 1994, 1998
- Игры доброй воли — 1990

### Индивидуальные призы
- Лучший блокирующий мировой лиги 1994
- MVP Кубок мира 1995
- Лучший блокирующий мировой лиги 1998
- MVP Чемпионат Европы 1999